# Pomnik Michela Neya w Paryżu
Pomnik Michela Neya w Paryżu (fr. Monument du Maréchal Ney à Paris) – pomnik marszałka Francji, Michela Neya zlokalizowany w Paryżu na skwerze przy narożniku Boulevard du Montparnasse i Avenue de l’Observatoire, w pobliżu wejścia do Ogrodu Luksemburskiego, w miejscu jego egzekucji.

## Historia

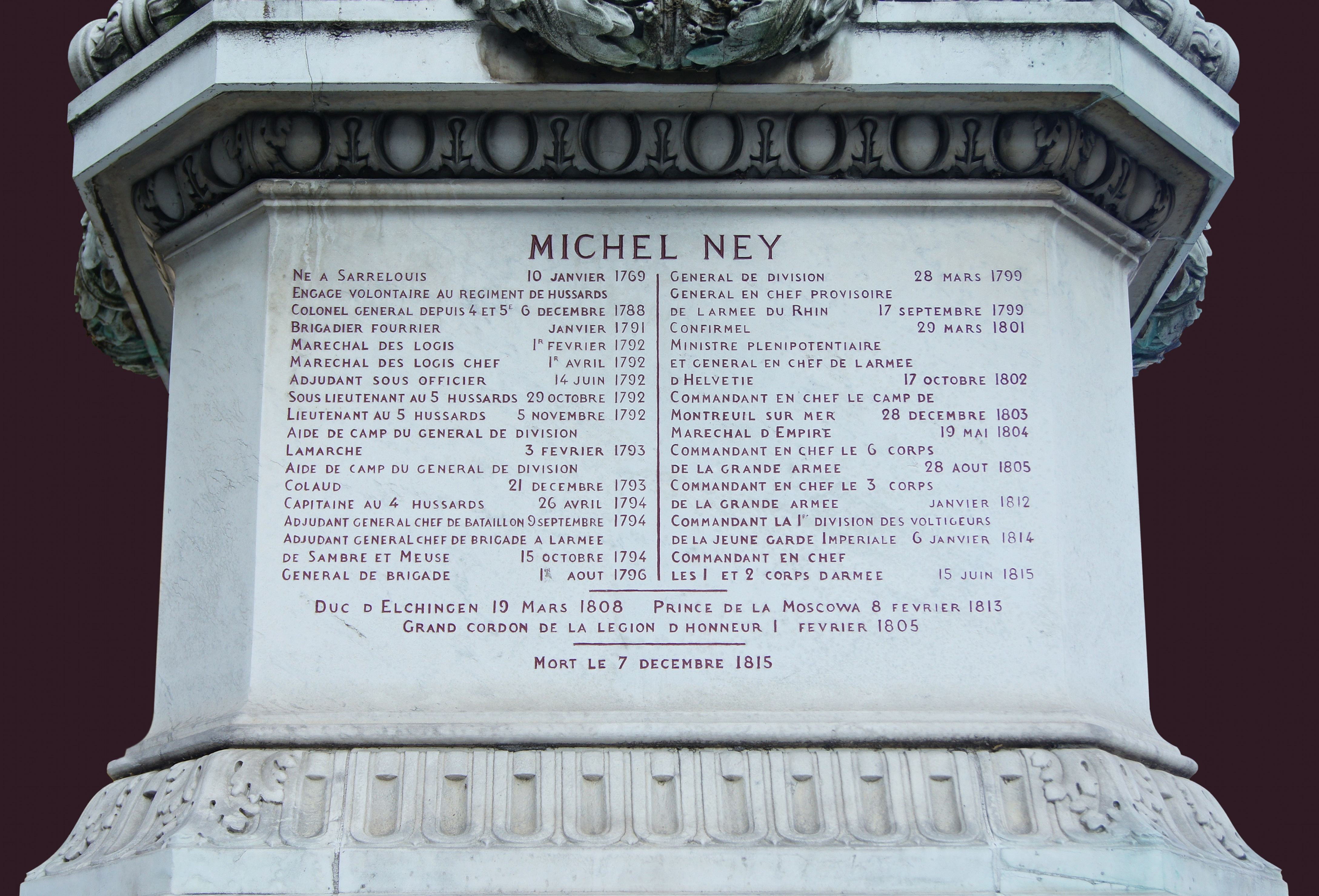
Przebieg służby wojskowej Neya na cokole

Pomnik, zaprojektowany przez François Rude’a (autora rzeźby Marsylianki na paryskim Łuku Triumfalnym), został odsłonięty 7 grudnia 1853 i był istotnym przedsięwzięciem politycznym z okresu początków II Cesarstwa. W tym czasie kładziono silny nacisk na wydobywanie sentymentów bonapartystycznych. Cesarz Napoleon III brał osobisty udział w dyskusjach nad kształtem monumentu. Odrzucił pierwszą koncepcję i zatwierdził obecną (Rude początkowo zamierzał ukazać marszałka przed plutonem egzekucyjnym, jednak cesarzowi wizja ta wydawała się za mało heroiczna i zbyt kontrowersyjna dla odbiorców).

## Forma
Pomnik obrazuje Neya w pozie bohaterskiej, jako dowódcę zagrzewającego wojsko do boju. Całopostaciowa figura stoi na wysokim cokole, na którym zamieszczono m.in. inskrypcję o szlaku bojowym marszałka. Postać jest pokazana patetycznie i triumfalnie, ale jednocześnie w sposób bardzo realistyczny, ze szczegółami munduru i broni. Wyrazisty jest gest, mimika i ekspresja Neya. Wyraźnie zrywa się on do bitwy, uosabiając w sobie wolę zwycięstwa.

## Nawiązania w kulturze
Auguste Rodin określił dzieło mianem najlepszego w ogóle pomnika w Paryżu. Bohaterowie dwóch powieści Ernesta Hemingwaya spotykają się pod pomnikiem  (w Ruchomym święcie jeden z bohaterów wznosi nawet toast na cześć Neya).